# Thomaston, Georgia
Thomaston är en stad i Upson County i den amerikanska delstaten Georgia med en yta av 23,8 km² och en folkmängd, som uppgår till 9 638 invånare (2006). Thomaston är administrativ huvudort i Upson County.